# Biografías artísticas contemporáneas de los célebres José Verdi, maestro de música y Antonio Canova, escultor

Les Biografías artísticas contemporáneas de los célebres José Verdi, maestro de música y Antonio Canova, escultor (Biographies artistiques contemporaines des célèbres Giuseppe Verdi, maître de musique et Antonio Canova, sculpteur) sont un ouvrage biographique consacré à Giuseppe Verdi et Antonio Canova, publié à Madrid en 1867 par le journaliste italien Ercole Cavalli sous le nom d'Hercules Cavalli.

## Historique
L'ouvrage constitue la première biographie, consacrée aux premières années et à une grande partie — jusqu'à la période de la composition de Don Carlos — de la carrière du compositeur d'opéras italien de la période romantique Giuseppe Verdi, éditée sous forme de livre.
Il est publié en 1867, alors que son auteur vit en Espagne, sous le nom d'Hercules Cavalli, par Ercole Cavalli, originaire de Busseto et que Verdi a aidé dans les débuts à Gênes de sa carrière de journaliste. Le texte est peut-être rédigé avec l'aide de Verdi et l'auteur est probablement renseigné par la mère du musicien.
Initialement publié, en 1866, à Montevideo sous le titre Cenni biografici del celebre maestro Giuseppe Verdi, il est, en 1992, traduit de l'espagnol en italien moderne, et publié, sous la direction de Mary Jane Phillips-Matz dans Verdi: Il grande gentleman del piacentino, ouvrage édité par la Banca di Piacenza,. Largement cité par les biographes successifs de Verdi, il constitue, avec les Cenni biografici del maestro di musica Giuseppe Verdi de Giuseppe Demaldè, la source biographique la plus proche des premières années du compositeur, celui-ci s'étant par la suite contredit dans ses déclarations à Giulio Ricordi ou à Clara Maffei.

## Structure
Après une dédicace, datée du 15 février 1867, au ténor Gaetano Fraschini, créateur de cinq rôles dans les opéras de Verdi et venu à Madrid en 1863 chanter Don Alvaro dans La Force du destin, auquel il est dédié, l'ouvrage se poursuit par une préface de l'auteur et deux parties consacrées à chacun des deux artistes, des pages 7 à 45 pour Giuseppe Verdi et 47 à 67 pour Antonio Canova.